# 두통
두통(頭痛, 영어: headache)은 머리 내부에서 일어나는 통증을 말한다. 두통은 머리의 여러 가지 상황에 따른 증세일 수 있다. 뇌는 통각수용기가 없으므로, 뇌 자체는 통증을 느낄 수 없다. 오히려, 통증은 뇌 주변의 고통에 예민한 구조의 장애에 의해 일어난다. 머리와 목의 여러 부위에 이러한 고통에 민감한 구조가 존재하는데, 이들은 두개골 내부(혈관계, 뇌막, 뇌신경)와 외부(두개골 골막, 근육, 신경, 동맥과 정맥, 피하조직, 눈, 귀, 부비강, 점막)로 분류된다.
두통에는 여러 가지 다른 유형이 존재한다. 두통의 치료는 근본적인 병인 또는 원인에 따라 다르나, 보통 진통제를 복용하지만 대부분의 두통은 휴식기를 가지면 자연적으로 치유된다.
특히 현대사회에서 컴퓨터와 휴대폰 사용량이 급증하고 먹거리의 문제 등으로 두통 증세를 호소하는 빈도가 많아졌다.

## 원인
원인은 식습관이나 스트레스, 잘못된 자세, 질병 등 매우 다양하다.

## 같이 보기
- 아이스크림 두통
- 치매